# Circus Brouwerij
De Circus Brouwerij is een Belgische brouwerij uit Zwevegem, West-Vlaanderen. 

## Geschiedenis
De brouwerij is opgericht in 2013 door Tim Vandenberghe en zetelde toen in Heestert. Het bier werd echter gebrouwen bij andere brouwerijen. Sinds 2021 beschikt Circus Brouwerij over een eigen installatie op de locatie Transfo te Zwevegem.
Ongeveer 10% van de productie is voor export.